# Gunther Geserick
Gunther Geserick (* 11. Juli 1938 in Berlin) ist ein deutscher Rechtsmediziner und emeritierter Universitätsprofessor. Er war von 1987 bis 2003 als Nachfolger von Otto Prokop Leiter des Instituts für Rechtsmedizin der Charité Humboldt-Universität Berlin. Geserick ist seither auch als Autor populärwissenschaftlicher Bücher zum Thema Rechtsmedizin hervorgetreten. Er lebt in Berlin und arbeitet noch als Gutachter und Autor wissenschaftlicher Artikel.

## Leben
Geserick studierte von 1957 bis 1962 Medizin an der Charité, promovierte im selben Jahr und war seitdem als Gerichtsmediziner an der Humboldt-Universität Berlin tätig. Er wurde 1973 habilitiert und 1984 ordentlicher Professor für Gerichtliche Medizin. 1987 wurde Geserick Direktor des Instituts für Rechtsmedizin. Er arbeitete seit 1990 in verschiedenen akademischen Funktionen an der Charité (Prodekan für Forschung, Mitglied des Fakultätsrates, Vorsitzender des Habilitationsausschusses). 1993 erfolgte die erneute Berufung als Universitätsprofessor für Rechtsmedizin. Diese Stelle hatte er bis zu seiner Emeritierung 2003 inne. In diesem Jahr wurde das Institut im Zuge der Neuordnung der Universitätsmedizin in Berlin mit dem Rechtsmedizinischen Institut der Freien Universität Berlin zusammengelegt. Neuer Direktor und damit Nachfolger von Geserick wurde der bisherige Lehrstuhlinhaber des FU-Instituts, Volkmar Schneider.
Gesericks Buchveröffentlichungen und Aufsätze beschäftigen sich mit klassischen Themen der Gerichtsmedizin sowie der Forensischen Genetik, Spurenkunde und Altersbestimmung Lebender. Er war Herausgeber der deutschen Fachzeitschrift Rechtsmedizin und Co-Editor internationaler Fachzeitschriften.
Insgesamt arbeitete Geserick 41 Jahre in der Rechtsmedizin der Charité – dem ältesten und renommiertesten gerichtsmedizinischen Institut Deutschlands. Längere Studienaufenthalte führten ihn nach Tokio (Japan) und Olomouc (Tschechien). Geserick ist Ehrenmitglied der Deutschen und Tschechischen Gesellschaft für Rechtsmedizin.
Geserick kritisiert die starke Verringerung der Leichensektion seit der Wiedervereinigung. Zu DDR-Zeiten wurden am Ostberliner Institut routinemäßig rund 2.000 Verstorbene im Jahr seziert. Heute ist die Zahl der Obduktionen dort auf 500 gesunken. Geserick vermutet, dass deswegen manches Mordopfer unerkannt als natürlicher Todesfall beerdigt wird. „Bis zu 65 Prozent der Totenscheine“, meint Geserick, „sind vermutlich falsch.“
Bei aller Professionalität als Rechtsmediziner sieht Geserick den größten Unterschied zwischen den Anfängen seiner professionellen Laufbahn und heute in der „menschenverachtenden Brutalität, die keine Grenzen mehr kennt und die Gewalt Hilflosen gegenüber. Dass aus nichtigem Anlass ein Mensch totgetreten wird, das war für mich ein neues Phänomen nach 1990.“

## Werke
- Mit Klaus Vendura, Ingo Wirth: Zeitzeuge Tod – Spektakuläre Fälle der Berliner Gerichtsmedizin. 1. Auflage. Leipzig 2001, ISBN 3-86189-231-6.
- Mit Klaus Vendura, Ingo Wirth: Endstation Tod – Gerichtsmedizin im Katastropheneinsatz. 1. Auflage. Leipzig 2003, ISBN 3-86189-284-7.
- Mit Ingo Wirth, Klaus Vendura: Das Universitätsinstitut für Rechtsmedizin der Charité 1833–2008. Lübeck 2008, ISBN 978-3-7950-7053-3.
- Mit Wolfgang Schüler, Stephan Harbort, Hans Pfeiffer: Serienmörder in Deutschland. Leipzig 2005, ISBN 3-86189-729-6.
- Mit Wolfgang Reimann, Otto Prokop: Vademecum Gerichtsmedizin – Für Mediziner, Kriminalisten und Juristen. Berlin 1990.
- Mit Holger Thomsen, Holger Bonte, Manfred Oehmichen: Postmortale Thrombozyten in Blut, Blutgerinnseln und Hämatomen.  Lübeck 1998.
- Mit Horst Bosetzky:  Berliner Leichenschau – Kleines Einmaleins des Mordens.  Berlin 2013, ISBN 978-3-89773-700-6.